# Loxosomella minuta
Loxosomella minuta är en bägardjursart som först beskrevs av Osburn 1912.  Loxosomella minuta ingår i släktet Loxosomella och familjen Loxosomatidae. Inga underarter finns listade i Catalogue of Life.